# Sophie Mair
Sophie Mair (* 11. Juli 2000) ist eine österreichische Skispringerin.

## Werdegang
Sophie Mair startete im Januar 2016 im Rahmen zweier Wettbewerb im Alpencup in Žiri, bei denen sie zweimal Platz elf belegte, erstmals auf internationaler Ebene. Nach weiteren Wettbewerbsteilnahmen im Alpencup in den folgenden Monaten debütierte sie am 16. und 17. Dezember 2016 im norwegischen Notodden im Continental Cup; hier erreichte sie die Plätze fünf und vier, womit sie gleich bei ihrer ersten COC-Wettbewerbsteilnahme viele Punkte für die Gesamtwertung holte und nur knapp das Podest verfehlte. Durch diese guten Ergebnisse belegte sie am Ende der Saison 2016/17 Platz vier in der Winterwertung sowie Platz 15 in der Gesamtwertung.
Bei den Junioren-Weltmeisterschaften 2017 in Park City, Utah erreichte Mair im Einzelwettbewerb Platz 17. Im Damen-Teamwettbewerb gewann sie zusammen mit Claudia Purker, Elisabeth Raudaschl und Julia Huber die Bronzemedaille hinter Deutschland und Slowenien, im Mixed-Teamwettbewerb belegte sie zusammen mit Claudia Purker, Markus Rupitsch und Janni Reisenauer den sechsten Platz.
Am 11. und 12. Februar 2017 debütierte Mair im slowenischen Ljubno im Skisprung-Weltcup, verpasste jedoch mit den Plätzen 36 und 34 jeweils den zweiten Durchgang. Bei den Junioren-Weltmeisterschaften 2018 im schweizerischen Kandersteg gewann sie mit der österreichischen Mixed-Mannschaft die Bronzemedaille.

## Erfolge

### Continental-Cup-Platzierungen
| Saison  | Sommer | Sommer | Winter | Winter | Gesamt | Gesamt |
| Saison  | Platz  | Punkte | Platz  | Punkte | Platz  | Punkte |
| ------- | ------ | ------ | ------ | ------ | ------ | ------ |
| 2016/17 | –      | –      | 004.   | 095    | 015.   | 095    |
| 2017/18 | 027.   | 025    | –      | –      | 058.   | 025    |
| 2018/19 | 025.   | 014    | 030.   | 040    | 032.   | 054    |